# Kindliche Pietät

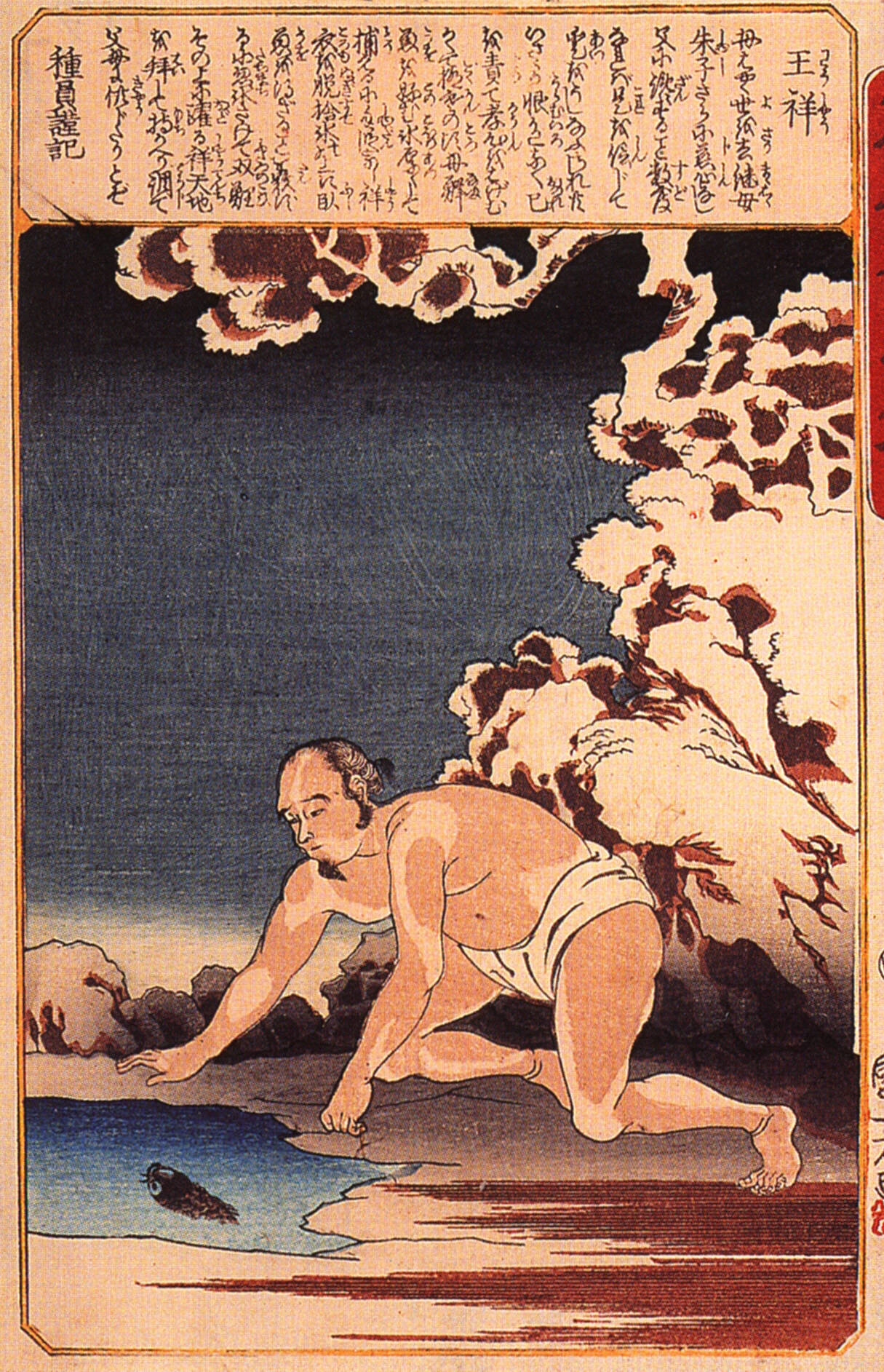
Wang Xiangs Stiefmutter liebte frischen Fisch. Doch im Winter war kein Fisch zu bekommen. Deshalb legte sich Wang Xiang nackt auf einen zugefrorenen Fluss und betete. Da brach das Eis und Fische sprangen ihm in die Hände.

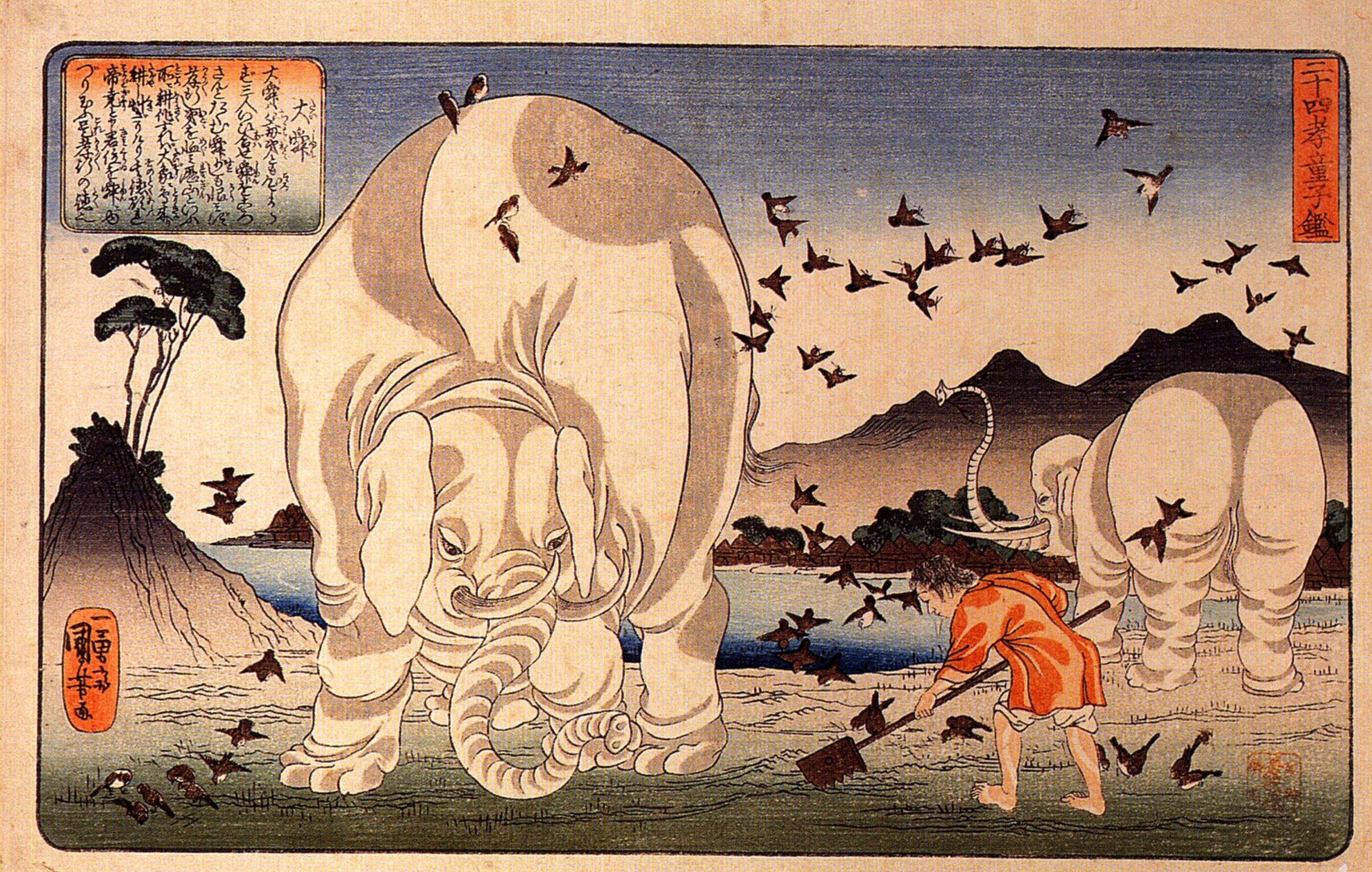
Utagawa Kuniyoshi (歌川国芳; 1798–1861): Shun mit Elefanten
Shun wurde von seiner Familie drangsaliert und blieb doch freundlich. Das rührte den Himmel so, dass er ihm Elefanten sandte, die ihm beim Pflügen halfen, und Vögel, die das Unkraut aufpickten.

Kindliche Pietät (chinesisch 孝, Pinyin xiào oder 孝順 / 顺， xiàoshùn; Pietät im Sinne von Respekt oder Pflichtgefühl) ist ein Grundbegriff des Konfuzianismus und nimmt einen zentralen Platz in der Ethik des Konfuzius ein.
Ihr wesentlicher Inhalt ist die Liebe der Kinder zu ihren Eltern und darüber hinaus zu ihren Ahnen (Ahnenkult). Aus dieser Verpflichtung gegenüber dem Clan entwickelte sich ein System von Beziehungen, Verhaltensweisen und Ansprüchen.

## Definitionen
Konfuzius selbst äußerte sich zu seinem Schüler Zengzi (chinesisch 曾子, Pinyin Zēngzǐ) folgendermaßen, was er im Buch von der kindlichen Pietät (孝經 / 孝经,  Xiàojīng) so niederschrieb:
„Kindliche Pietät ist die Grundlage der Tugend und der Ursprung aller geistigen Kultur. Setz dich wieder hin und lass mich zu dir sprechen. Körper, Haar und Haut hast du von den Eltern empfangen, die sollst du nicht zu Schaden kommen lassen; damit fängt die Kindespietät an. Das Rechte tun und auf dem Pfad des Guten wandeln und so einen guten Namen auf die Nachwelt bringen, auf dass die Ahnen geehrt werden das ist die Krönung der Pietät. Sie beginnt damit, dass man seinen Eltern dient, führt zum Dienst beim König und endet mit dem Gewinn eines Charakters … “
In einer Dissertation der Technischen Universität Chemnitz aus dem Jahr 2005 schreibt die Autorin Zhang Wei:
„Pietät bedeutet, dass die Kinder für den Unterhalt ihrer Eltern und der Alten in der Familie, deren Arbeitsvermögen beständig abnimmt, sorgen. Sie umfasst wirtschaftliche Unterstützung, alltägliche Versorgung, medizinische Behandlung, Krankenpflege sowie Anwesenheit am Sterbebett. Nach einer überlieferten Ansicht der Chinesen pflegt man die Kinder, um am Lebensabend versorgt zu sein.“
Die Tugend der Kindlichen Pietät gliedert Zhang Wei in zwei Hauptaspekte:
1. Pietät als Fürsorge gegenüber Eltern und Alten
2. Pietät als Folgsamkeit gegenüber Eltern und Vorgesetzten

Im Großen Chinalexikon wird die Pietät folgendermaßen definiert:
„Nach konfuzianischer Ethik galt die Pietät oder Kindesliebe (xiao) als Kardinaltugend, d. h. Kinder schuldeten den Eltern Gehorsam und den älteren Familienmitgliedern Respekt. So war es selbstverständlich, dass im alten China die Familie nicht nur für ihre jungen, sondern auch für ihre alten Mitglieder sorgte.“

## 24 Beispiele kindlicher Pietät

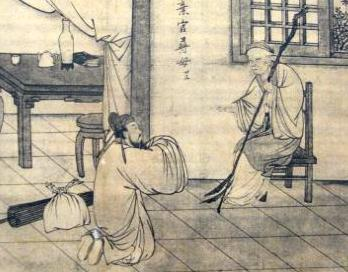
Darstellung aus 24 Beispiele kindlicher Pietät, 1846

Berühmt sind auch die 24 Beispiele kindlicher Pietät (二十四孝), die die Ausübung derselben in der Vergangenheit darstellen.
1. Shun 舜: Seine Pietät bewegte Gott.
2. Zeng Shen 曾参: Er fühlte Schmerz, wenn sich seine Mutter verletzte.
3. Tan Zi 郯子: Ernährte seine Eltern mit Hirschmilch.
4. Lao Laizi 老莱子: Benahm sich kindisch, um seine Eltern zu erfreuen.
5. Zi Lu: Trug Reis, um seine Eltern zu ernähren.
6. Zi Qian: Ertrug Kälte, um seine Mutter zu schützen.
7. Cai Shun 蔡顺: Sammelte Maulbeeren, um die Eltern zu ernähren.
8. Jiang Ge 江革: Verdingte sich als Tagelöhner, um für seine Mutter zu sorgen.
9. Dong Yong 董永: Verkaufte sich selbst, um seinen Vater bestatten zu können.
10. Huang Xiang 黄香: Fächelte Kühlung zu und wärmte die Bettdecke an.
11. Ding Lan 丁兰: Ehrte das Bild seiner Eltern.
12. Guo Ju 郭巨: Wollte sein Baby begraben, um seine Mutter zu retten.
13. Jiang Shi 姜诗: Holte Wasser für seine Mutter aus einem fernen Fluss.
14. Lu Ji 陆绩: Versteckte eine Orange, um seiner Mutter eine Freude zu machen.
15. Wang Xiang 王祥: Legte sich aufs Eis, um einen Fisch für seine Mutter zu fangen.
16. Liu Heng 刘恒: Sammelte Medizin für seine Mutter.
17. Meng Zong 孟宗: Suchte in der Kälte nach Bambussprossen für seine Mutter. (Nach der japanischen Aussprache ist der Moso-Bambus benannt.)
18. Wang Pou 王裒: Ging zum Grab seiner Mutter, wenn ein Gewitter aufkam.
19. Wu Meng 吴猛: Ließ sich von Moskitos zerstechen, damit seine Eltern ruhig schlafen konnten.
20. Yang Xiang 杨香: Kämpfte gegen einen Tiger, um seinen Vater zu retten.
21. Yu Qianlu 庚黔娄: Probierte den Stuhlgang seines Vaters.
22. Cui Shannan: Ernährte ihre Schwiegermutter mit ihrer eigenen Milch.
23. Zhu Shouchang 朱寿昌: Gab einen Beamtenposten auf, um für seine Mutter zu sorgen.
24. Huang Tingjian 黄庭坚: Reinigte selbst als hoher Beamter noch den Nachttopf seiner Mutter.

## Problematik
Für christliche Abendländer kann dieses Prinzip mitunter abschreckend wirken. Moderne gesellschaftliche Entwicklungen in Europa und Amerika lockern die Beziehung zwischen Eltern und Kindern, welche im Gegensatz zur konfuzianischen Kindespietät steht, die übertrieben als bedingungslose Achtung und Unterwerfung interpretiert wird.
Der Schriftsteller Lu Xun (1881–1936) beschreibt in seinem Essay über die Vierundzwanzig illustrierten Beispiele der Kindlichen Pietät (二十四孝圖 / 二十四孝图,  Èrshísì Xiàotú) einen finsteren Aspekt. Eines seiner abstrahierten Beispiele berichtet von einem Hunger leidenden Ehepaar, das beschließt, das eigene Kind für die Ernährung der Großmutter zu töten. Dieser Gedanke habe ihn als Kind, wenn seine Eltern wieder einmal über ihre Armut klagten, besonders erschreckt:
„Allein schon der Anblick meiner weißhaarigen Großmutter beunruhigte mich, denn ich hatte das Gefühl, dass einer von uns beiden zuviel war.“